# Fermáta (album)
Fermáta je první studiové album slovenské jazzrockové skupiny Fermáta. Jeho nahrávání probíhalo v Hlohovci ve studiu vydavatelství Opus. Album vyšlo v roce 1975 u vydavatelství Opus. O rok později vyšlo s odlišným obalem i v Německu pod značkou Jupiter Records. Autorem poznámek k původnímu albu je Igor Wasserberger.

## Seunam skladeb
Všechny skladby jsou instrumentální; autoři hudby jsou uvedeni.
| Pořadí         | Název                   | Hudba                            | Délka |
| -------------- | ----------------------- | -------------------------------- | ----- |
| 1.             | Rumunská rapsódia       | František Griglák, George Enescu | 5:52  |
| 2.             | Perpetuum II            | František Griglák                | 10:27 |
| 3.             | Postavím si vodu na čaj | František Griglák, Tomáš Berka   | 4:20  |
| 4.             | Valčík pre krstnú mamu  | Tomáš Berka                      | 7:03  |
| 5.             | Perpetuum III           | Griglák                          | 11:47 |
| Celková délka: | Celková délka:          | Celková délka:                   | 39:32 |

## Obsazení
- František Griglák – kytara
- Tomáš Berka – klávesy
- Anton Jaro – basová kytara, perkuse
- Peter Szapu – bicí, perkuse